# 井澤知旦
井澤 知旦（いざわ ともかず、1952年9月30日 ）名古屋学院大学経済学部総合政策学科特任教授。大阪市東成区生まれ。一級建築士、技術士（建設部門）。日本建築学会、日本都市計画学会、日本都市学会ほか会員。
一年浪人して名古屋工業大学建築学科に入学し1976年に卒業後同大学大学院に進学、1978年大学院工学研究科建築学専攻修士課程を修了後、民間シンクタンクの（社）地域問題研究所へ就職、1987年同社企画室長。1990年に自ら都市計画コンサルタントの（株）都市研究所スペーシアを設立。代表取締役に就任。現在は顧問。1998年、名古屋工業大学非常勤講師。1993～1994年度、名古屋市21世紀の名古屋を語る懇談会委員。1995～1997年度、21世紀万博誘致委員会21世紀の夢を拓く研究倶楽部 世話人。
1994年度、日本都市学会および中部都市学会常任理事。1995年度、(財)都市農地活用支援センター都市農地活用アドバイザー。1997年および1998年、FM名古屋番組審議会　副委員長および委員長。1997～1998年度、名古屋市市民文化コンテスト審査委員。1998年度、2005年日本国際博覧会企画運営委員・博覧会協会企画調整会議委員。1998年度、名古屋市ビジターズ戦略推進会議委員。1999年度、愛知住まい・まちづくりコンサルタント協議会　代表など。
1998年度、市民がつくる市民塾白壁アカデミア代表世話人。2004年三重大学大学院工学研究科博士後期課程修了。博士（工学）。2012年より名古屋学院大学経済学部教授、2015年より現代社会学部教授。2017年4月より同学部長に就任。